# زیردریایی کلاس باراکودا (فرانسه)
کلاس باراکودا(یا کلاس سافرن) یک زیردریایی تهاجمی هسته ای است که توسط شرکت کشتی سازی گروه نیوال فرانسه (که قبلاً DCNS و DCN نامیده می‌شود) برای نیروی دریایی فرانسه طراحی شده‌است تا جایگزین زیردریایی‌های کلاس روبیس بشود. ساخت این کلاس در سال ۲۰۰۷ آغاز شد و اولین واحد در سال ۲۰۲۰ به بهره‌برداری خواهد رسید.

## تاریخچه
در اکتبر سال ۱۹۹۸ نمایندگی کل نیروهای مسلح، مسئول تدارکات دفاع دولتی فرانسه، یک تیم پروژه ای مجتمع از ستاد نیروی دریایی، DCN (که اکنون به عنوان گروه نیوال ناخته می‌شود)، تکنیک اتم و کمیساریای انرژی اتمی (یک واحد نظارت بر نیروگاه‌های هسته ای) برای نظارت بر طراحی یک کلاس زیردریایی تهاجمی جدید تشکیل داد. DCN طراح و سازنده شناور بود در حالی که تکنیک اتم (که توسط آریوا خریداری شده بود) مسئول ساخت نیروگاه هسته ای بود. این دو شرکت باید به‌طور مشترک به عنوان پیمانکار اصلی برای به اشتراک گذاشتن ریسکهای صنعتی، مدیریت زمانبندیها و مسئولیت عملکرد و هزینه‌های طراحی، که در آن زمان ۴٫۹ میلیارد دلار تخمین زده شد، عمل می‌کردند.
در ۲۲ دسامبر ۲۰۰۶، دولت فرانسه یک سفارش ۷٫۹ میلیارد یورویی برای شش زیردریایی کلاس باراکودا توسط گروه نیوال و نیروگاه‌های هسته ای آنها توسط آریوا-تکنیک اتم ارائه کرد. بر اساس گزارش DGA «مسابقه در سطح پیمانکار فرعی برای اولین بار برای شرکت‌های خارجی باز خواهد بود.» با توجه به قرارداد، اولین شناور باید در اوایل ۲۰۱۶ شروع به آزمایش‌ها دریایی نماید، در اواخر ۲۰۱۶ / اوایل ۲۰۱۷ تحویل شود و به دنبال آن در اواخر سال ۲۰۱۷ وارد خدمت گردد.
گروه نیوال همچنین یک زیر رده با سوخت متعارف را طراحی کرده‌است که SMX-Ocean نامیده می‌شود و دارای سلول‌های سوختی و پرتابگرهای عمودی است. یک طراحی متعارف دیگر، شورتفن باراکودا، به عنوان جایگزین آتی برای زیردریایی‌های کلاس کالینز در نیروی دریایی سلطنتی استرالیا انتخاب شده‌است.
در سال ۲۰۱۶، گروه نیوال با طرحهای سافرن و SMX-Ocean، در پروژه زیردریایی‌های کانادایی آینده نیروی دریایی سلطنتی کانادا شرکت کرد. این پروژه برای جایگزینی زیردریایی‌های کلاس ویکتوریا تا سال ۲۰۳۰ تعریف شده‌است.

## شرح
باراکوداها از تکنولوژی کلاس تریومفان استفاده خواهند کرد، که شامل پیشرانه پمپ جت نیز می‌شود. این کلاس، طبق گزارشها، تنها حدود یک شناورهای رده ردوتیبل (زیردریایی‌ها) هزارم سر و صدای قابل تشخیص تولید می‌کنند و ده برابر حساسیت بیشتری در تشخیص سایر زیردریایی‌ها دارند. آنها برای استفاده از موشکهای کروز شلیک شونده از لوله اژدر مانند موشکهای سایه طوفان اسکالپ نیروی دریایی مناسب هستند که می‌توانند برای شلیک دوربرد (بیش از ۱٬۰۰۰ کیلومتر (۶۲۰ مایل)) علیه اهداف استراتژیک زمینی به کار برده شوند. ماموریت‌های آنها شامل جنگ‌های ضد سطحی و ضد زیردریایی، حمله زمینی، جمع‌آوری اطلاعات، مدیریت بحران و عملیات ویژه است.
راکتور هسته ای کلاس باراکودا دارای پیشرفت‌های متعددی نسبت به کلاس پیشین یعنی روبیس است. به‌طور قابل توجهی، زمان بین سوخت‌گیری و تعمیرات اساسی (RCOHs) را از ۷ به ۱۰ سال افزایش می‌دهد، که امکان افزایش در دسترس بودن در دریا را فراهم می‌کند.
در حمایت از مأموریت‌های عملیات ویژه، باراکوداها می‌توانند تا ۱۲ کماندو را با خود حمل کنند، البته در این حالت تجهیزات آنها باید در یک محموله اضافی به دنبال شناور و متصل به باله پشتی شناور حمل شود.

## شناورها
| شماره بدنه                   | نام          | آغاز ساخت                    | به آب اندازی                 | بهره‌برداری               | بندرگاه |
| ---------------------------- | ------------ | ---------------------------- | ---------------------------- | ------------------------ | ------- |
| Q284                         | سوفرن        | ۱۹ دسامبر ۲۰۰۷               | جولای 2019                   | انتظار می‌رود در سال ۲۰۲۰ | تولن    |
| [داده ناشناخته / گم شده‌است.] | دوگوای تروین | ۲۶ ژوئن ۲۰۰۹                 | [داده ناشناخته / گم شده‌است.] | انتظار می‌رود تا سال 2025 | تولن    |
| [داده ناشناخته / گم شده‌است.] | تورویل       | ۲۸ ژوئن ۲۰۱۱                 | [داده ناشناخته / گم شده‌است.] | انتظار می‌رود تا سال 2025 | تولن    |
| [داده ناشناخته / گم شده‌است.] | دُ گراس       | [داده ناشناخته / گم شده‌است.] | [داده ناشناخته / گم شده‌است.] | انتظار می‌رود تا سال 2025 | تولن    |
| [داده ناشناخته / گم شده‌است.] | روبیس        | [داده ناشناخته / گم شده‌است.] | [داده ناشناخته / گم شده‌است.] | انتظار می‌رود تا سال 2030 | تولن    |
| [داده ناشناخته / گم شده‌است.] | کازابیانکا   | [داده ناشناخته / گم شده‌است.] | [داده ناشناخته / گم شده‌است.] | انتظار می‌رود تا سال 2030 | تولن    |

## نوع متعارف شورتفن باراکودا
گروه نیوال یک زیر گونه متعارف دیزل الکتریکی - به نام شورتفن باراکودا بلاک 1A - را طراحی کرده‌است تا در مرحله فرایند ارزیابی رقابت (CEP) برای جایگزین زیردریایی کالینز استرالیا ارائه گردد.
شان کاستلو، مدیر عامل شرکت گروه نیوال بخش استرالیا گفت:"در حالی که جزئیات دقیق محرمانه باقی می‌مانند، DCNS می‌تواند تائید کند که شورتفن باراکودا بیش از ۹۰ متر طول دارد و در هنگام به آب اندازی بیش از ۴٬۰۰۰ تن را می‌تواند حمل کند ".
در تاریخ ۲۶ آوریل ۲۰۱۶ گروه نیوال توسط دولت استرالیا انتخاب شد تا دوازده فروند از زیرگونه شورتفن باراکودا بلاک 1A را در پروژه ای به ارزش ۵۰ میلیارد دلار استرالیا (۳۸٫۵ میلیارد دلار آمریکا) بسازد. بسیاری از کارها در شرکت ASC Pty Ltd در آدلاید استرالیای جنوبی انجام خواهد شد. انتظار می‌رود ساخت و ساز در سال ۲۰۲۰ یا سال ۲۰۲۱ آغاز شود.
این کلاس به عنوان زیردریایی کلاس تهاجمی شناخته می‌شود که اولین شناور آن HMAS Attack نامیده خواهد شد.